# 疏水效应
疏水效应（英語：Hydrophobic effect）又稱疏水性效應，屬於非極性分子的一種性質，會使這些分子在水溶液中具有自我聚集（self-associate）的特性。例如油在水中會呈現與水分離的現象。
此外這種現象對於蛋白質的型態、不同蛋白質之間的交互作用，以及核酸結構等生化分子也有所影響。例如某些擁有疏水核心（hydrophobic core）的蛋白質，會以疏水軸為中心形成捲曲螺旋（coiled-coil）結構。在水中蛋白质折叠时总是倾向于将疏水基团埋藏在分子内部，将亲水基团暴露在外部的现象。蛋白质溶液系统熵值的增加是疏水作用的主要动力，因此，疏水作用又被称作熵效应。